# Huszár Pufi
Huszár Károly, született Hochstein Károly, ismertebb nevén Huszár Pufi, külföldön Charles (Huszár-)Puffy vagy Karl (Huszár-)Puffy (Budapest, 1884. szeptember 3. – Szovjetunió, 1941. július) magyar színész, forgatókönyvíró, kupléénekes.

## Élete

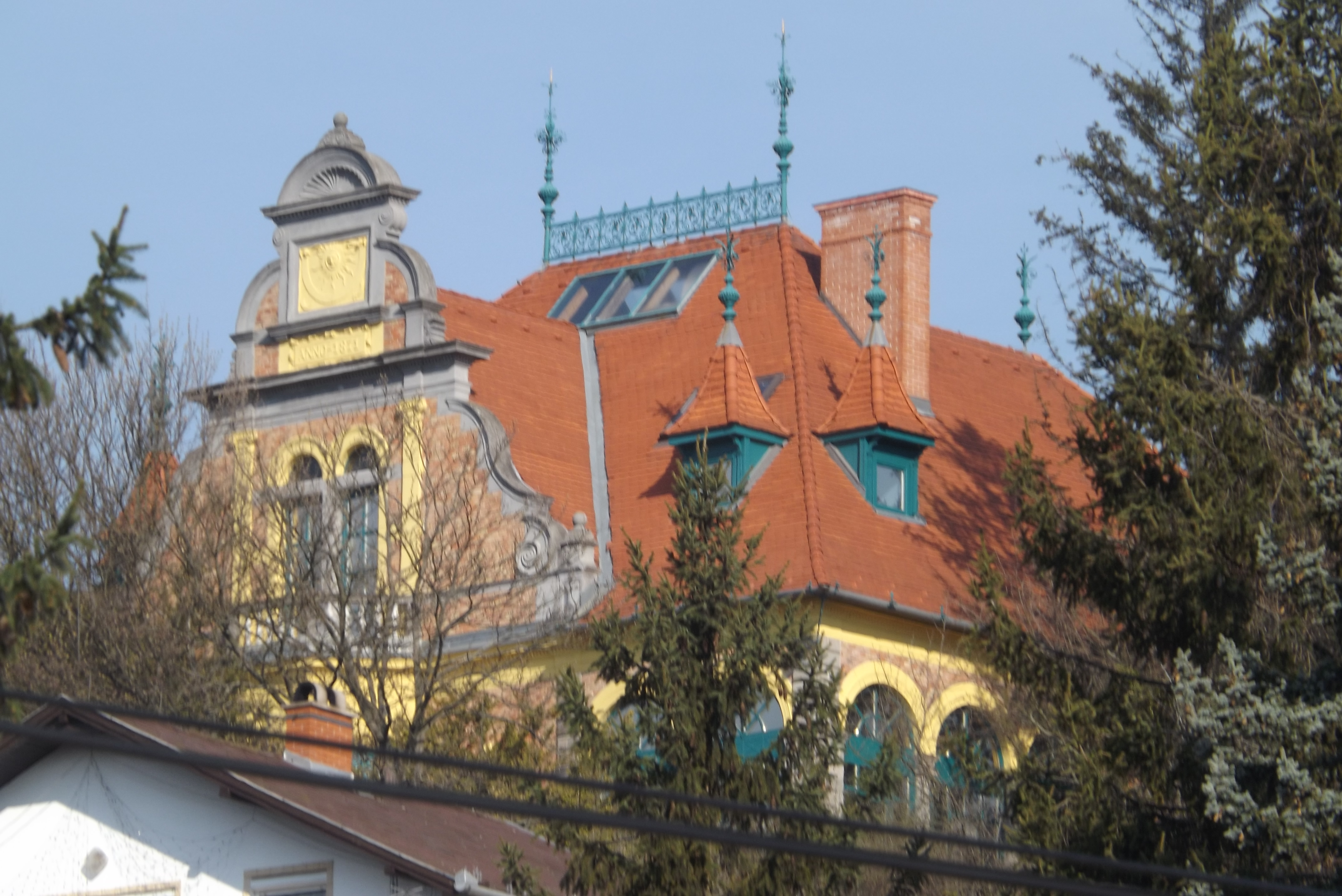
Huszár Pufi egykori villája Verőcén

A külföldön Puffy néven híressé váló burleszk-színész 1884-ben Budapesten született Hochstein Károly néven, zsidó családban. Édesapja az újvidéki születésű Hochstein Mór orvos, édesanyja Hochstein Zsófia. Családnevét 1904-ben Huszárra változtatta. 1909. június 29-én Budapesten, a Terézvárosban házasságot kötött Medek Ilonával, Medek Sándor és Majer Mária lányával, esküvői tanúja Heltai Jenő újságíró volt.
Harmincéves korában lett az első magyar moziszkeccs főszereplője (Pufi cipőt vesz, 1914), ezután karrierje is beindult. Magyarországi szereplései után külföldön, többek között Amerikában is szerencsét próbált, és sikerei egymást követték. A harmincas években vásárolta meg a Verőce és a Dunakanyar egyik legszebb pontján álló impozáns Swadló-villát, ahol rendszeresen töltötte szabadságát, majd ott is lakott. Ezután a kastélyt mókásan csak „Huszár-laktanyaként” emlegették. Gyakori vendégei közé tartozott Karinthy Frigyes író is, aki két tárcanovellájában is megörökítette Pufi alakját (Levél a faluból, Rákászok). Többször vendégeskedett nála Gózon Gyula, Rajnai Gábor és Kabos Gyula is. Pufi személye a falu számára is emlékezetes maradt.
Több filmben is játszott Németországban és az Egyesült Államokban, egyebek között olyan klasszikusokban, mint Fritz Lang Dr. Mabuse, a játékos (Dr. Mabuse, der Spieler, 1922) és Josef von Sternberg A kék angyal (Der blaue Engel, 1930) című filmje. A hangosfilm korában hazatért szülőföldjére, Magyarországra, ahol kisebb szerepeket kapott több filmben.
Zsidó származású lévén megpróbált elmenekülni Magyarországról, amikor megkezdődött a zsidóüldözés. Mivel az Atlanti-óceánon történő átkelés a német flotta tengeralattjárói miatt kockázatos volt, így kelet felől próbálták megközelíteni az Egyesült Államokat. Feleségével eljutottak Moszkvába, innen Tokióba akartak hajózni, ám a terv nem sikerült. Végül a Jaroszlavszkij pályaudvarról a Transzszibériai expresszel mentek az onnan 9289 kilométerre fekvő Vlagyivosztokig, ahová 1941 júniusában jutottak el, azonban a kikötőbe már nem értek el, mivel a Vörös Hadsereg katonái letartóztatták, és a Gulágra került a kazahsztáni Karaganda környékén. Pufi kevéssel táborba kerülése után a rossz bánásmód, valamint az étel és ital hiánya mellett betegségei ellátatlanságába halt bele 1941 júliusában.
Huszár Pufit a film hőskorának egyik első magyar világsztárjaként ismeri a nemzetközi filmtörténet, de a horror első filmjének kiemelkedő színészeként is számon tartják, azonban legnevezetesebbek burleszkfilmjei. Kifinomult, önzetlen, kedves társasági embernek ismerték. Hazai filmjeinek többsége megsemmisült.